# Комплекс Фенна-Метьюса-Олсона

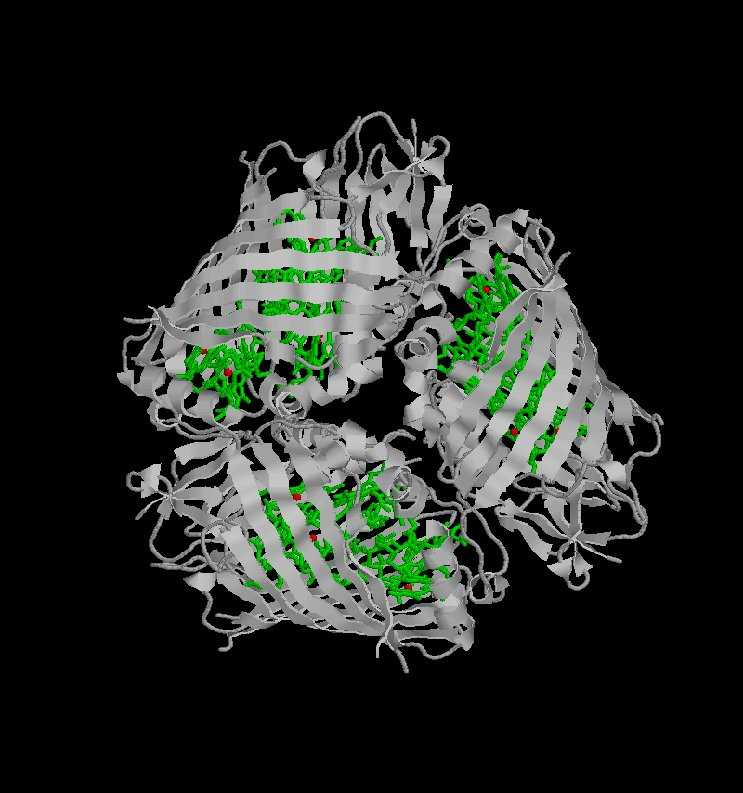
Фігура 1. Тример білка FMO. BChl a молекули зображені зеленим кольором, центральний атом магнію — червоним кольором, а білок сірим

Комплекс Фенна-Метьюса-Олсона (ФМО) є водорозчинним комплексом і був першим пігментно-білковим комплексом (ПБК), який проаналізували за допомогою рентгенівської спектроскопії. Він виникає в зелених сірчаних бактеріях і є медіатором при передачі енергії збудження від хлоросоми, до бактеріальних реакційних центрів, (РЦ) вбудованих в мембрану клітини. Його структура — тример. Кожен з трьох мономерів містить вісім молекул бактеріохлорофілу a. Вони зв'язуються з білковим каркасом шляхом лігування їх центрального атома магнію або до амінокислот білка (переважно гістидину), або до атомів кисню, пов'язаних з водою (лише один бактеріохлорофіл a з кожного мономеру).
Оскільки структура комплексу є відомою, стало можливим вираховувати оптичний спектр та порівняти його з експериментальними даними. У найпростішому випадку враховується лише екситонічне зчеплення бактеріохлорофілі. Більш реалістичні теорії розглядають зв'язування пігменту та білка. Важливою властивістю є локальна енергія переходу (позиційна енергія) BChls, індивідуальна для кожного комплексу. Саме позиційна енергія визначає напрямок потоку енергії в бактеріохлорофілі.
Деяку інформацію про суперкомплекс ФМО-РЦ, вдалось отримати за допомогою електронної мікроскопії та спектрів лінійного дихроїзму, виміряних на тримерах ФМО та комплексах ФМО-РЦ. З цих вимірювань стало зрозумілим, що можливі дві орієнтації комплексу ФМО відносно РЦ. Орієнтація в якій бактеріохлорофіли 3 і 4 розташовані близько до РЦ, а бактеріохлорофіли 1 і 6 (за оригінальною нумерацією Фенна та Метьюся), орієнтовані в сторону хлоросом, що допомагає ефективно передавати енергію.

## Об'єкт тестування
Цей комплекс є найпростішим ПБК, що існує в природі, і тому є зручним тестовим об'єктом для розробки методів, які можна перенести на складнощі системи, такі як фотосистема І. Енгель та його співробітники зауважили, що комплекс ФМО проявляє на диво довготривалу квантову когерентність проте приблизно через десятиліття дебатів Вілкінс і Даттані показали, що це не має значення для функціонування комплексу.

## Квантове збирання світла
Збір світла при фотосинтезі використовує як класичні, так і квантово-механічні процеси з ККД майже 100 %. В класичних системах фотони повинні досягати реакційних центрів, перш ніж їх енергія розсіється, тобто менше ніж за одну наносекунду. Проте при фотосинтезі це неможливо. Оскільки енергія може існувати в суперпозиції, вона може подорожувати всіма маршрутами всередині матеріалу одночасно. Коли фотон знаходить правильний пункт призначення, суперпозиція колапсує, роблячи енергію доступною. Однак немає повністю квантових процесів які так поводяться, оскільки деякі квантові процеси сповільнюють рух квантованих об'єктів через мережі. локалізація Андерсона перешкоджає поширенню квантових станів у випадкових середовищах. Оскільки стан поводиться як хвиля, він вразливий до перешкод, які його руйнують. Інша проблема — квантовий ефект Зенона, суть якого в тому, що нестабільний квантовий стан ніколи не міняється, якщо його постійно вимірювати / спостерігати, тому що спостереження постійно його змінює, не даючи тому колапсувати.
Взаємодія між квантовими станами та навколишнім середовищем діють як вимірювання. Класична взаємодія з навколишнім середовищем змінює хвилеподібну природу квантового стану настільки, щоб запобігти локалізації Андерсона, тоді як квантовий ефект Зенона продовжує час життя квантового стану, дозволяючи йому дістатися до центру реакції.

### Обчислення
Проблема пошуку центру реакції в білковій матриці формально еквівалентна багатьом проблемам в обчислювальній техніці. Відображення обчислювальних проблем на пошук енергією збудження центрів реакцій може зробити збір світла новим типом обчислювального пристрою, підвищуючи обчислювальні швидкості при кімнатній температурі, збільшуючи ефективність у 100—1000 разів.